# Pierre incrustée (Perpignan)
La pierre incrustée de la fontaine de na Pincarda est située dans la rue du même nom à Perpignan, dans les Pyrénées-Orientales.

## Description
La pierre incrustée est située dans un mur constitué de briques et de galets et donnant sur la rue, au-dessus de la fontaine publique de na Pincarda. Elle comporte une date, 1431, et l'inscription suivante : font del hostal de Sant Johan. En son centre figure une croix de Malte, laissant sûrement penser que l'endroit ainsi désigné serait l'une des fondations des hospitaliers de Saint-Jean de Jérusalem, ceux-ci étant déjà à l'origine d'un hôpital à Perpignan dès le XIIe siècle.
Le 21 septembre 1965, la pierre incrustée est inscrite aux Monuments historiques.